# Stiftelsen Pressorganisation
Stiftelsen Pressorganisation (SP) är en stiftelse bildad 1949, vars syfte är att "lämna stöd åt sådana tidningar som förde Folkpartiets talan, men på grund av ekonomiska svårigheter för sin fortsatta existens vore i oundgängligt behov därav". Stiftelsens säte är Stockholm, men stiftelsens handlingar finns hos Gefle Dagblad.
Stiftelsen lämnar stöd i form av driftsbidrag, lån och investeringsbidrag. Genom åren har den stött bland annat Bertil Ohlin-institutet, Liberala Nyhetsbyrån, Neo och Liberal Debatt. 
Stiftelsen äger 30 % av aktierna i tidningskoncernen Mittmedia.